# Национална и университетска библиотека на Босна и Херцеговина
Националната и университетска библиотека на Босна и Херцеговина (на босненски, хърватски и сръбски: Nacionalna i univerzitetska biblioteka Bosne i Hercegovine) в Сараево е националната библиотека на Босна и Херцеговина.
Архитект е чехът Карел Паржик (Karel Pařík), който я проектира през 1891 г., но критики от министъра барон Бенямин Калай спират работата му по проекта. Първоначално е най-голямата и най-представителна сграда в от австро-унгарския период в Сараево и е използвана като кметство. Библиотеката е отворена отново на 9 май 2014 г.

## История
Алекзандер Витек, който работи по проекта през 1892 и 1893 г. се разболява и умира през 1894 г. в Грац, поради което сградата е завършена от Кирил Ивекович (Ćiril Iveković).
Строителните работи започват през 1892 г. и са завършени през 1894 г. на цена от 984 000 крони. Официалното откриване е на 20 април 1896 г. Сградата бива използвана от градската власт преди да бъде предадена на Националната и университетска библиотека на Босна и Херцеговина през 1949 г.
На 25 август 1992 г., по време на сръбски бомбардировки по време на Обсадата на Сараево водят до пълно разрушаване на библиотеката. Преди атаката библиотеката разполага с 1,5 млн. тома и над 155 000 рядки книги и текстове.
Основната част от книгите не могат да бъдат спасени от пожарите. Ремонтът на сградата е извършен на четири етапа: 1996–1997 (финансиран с дарение от Австрия), 2000–2004 (финансиран с дарение от Европейската комисия); третият етап завършва през септември 2012 г. и е с цена от около 4,6 млн. конвертируеми марки (около 2,37 млн. евро); четвъртият етап завършва в края на 2013 г. и стррува около 7,23 млн. евро, осигурени от предприсъединителната помощ на Европейския съюз.
Сградата бива ползвана освен за библиотека и за срещи на градския съвет, протоколни събития на правителството, концерти и изложби.